# دان مرغليت
دان مرغليت (بالعبرية: דן מרגלית، من مواليد 1938) هو صحفي وكاتب وضيف منتظم في برنامج في التلفزيون الإسرائيلي.

## السيرة الذاتية
درس دان مرغليت العلاقات الدولية والتاريخ اليهودي الحديث في الجامعة العبرية في القدس. بدأ يكتب في صحيفة هآرتس الإسرائيلية في العام 1960. وهو متزوج من دانا، محاضرة في مركز جامعة آرييل. ابنته هي شيرا مرغليت، نائبة المدير العام لشبكة تلفزيون ريشيت.

## الحياة الصحفية
في عام 1977، بينما كان يعمل مراسل من واشنطن لصحيفة هآرتس، كشف ان ليا رابين زوجة رئيس الوزراء اسحق رابين، كان لها حساب مصرفي في بنك في الولايات المتحدة، حيث يعتبر غير قانوني في إسرائيل في ذلك الوقت. القصة المعروفة باسم قضية حساب الدولار، أدت إلى استقالة رابين وترشيح شمعون بيريز كمرشح توافقي لمنصب رئيس الوزراء.

## عمله في التلفزيون
كان مرغليت أحد المضيفين المنتظمين للشؤون التلفزيون التربوي الإسرائيلي الحالية تظهر «Erev حداش» منذ أيامها الأولى في عام 1982. خلال 1990 التي استضافها فريق الشؤون الحالية يظهر على القناة 1 و في وقت لاحق على شاشة التلفزيون التجاري. ومنذ عام 2004 كان قد استضاف المعرض لوحة شؤون الحالي على قناة 10.

## وصلات خارجية
- دان مرغليت على موقع IMDb (الإنجليزية)

- "Flowers in the gun barrel", May 21, 2004
- Unnecessary excitement on the left, June 15, 2004